# Wolfshain (Zeulenroda-Triebes)
Wolfshain ist ein Weiler des Ortsteils Arnsgrün-Bernsgrün-Pöllwitz der Stadt Zeulenroda-Triebes im Landkreis Greiz in Thüringen.

## Geographische Lage
Der Ort liegt an der Landesstraße 2346 westlich von Ebersgrün und südöstlich von Arnsgrün im Thüringer Schiefergebirge. Nördlich liegt der Pöllwitzer Wald. Die Quelle der Triebes liegt südlich von Wolfshain, weniger als einen Kilometer entfernt von der Quelle der Weida.

## Geschichte
Am 13. Februar 1342 wurde der Ortsteil erstmals urkundlich erwähnt. Wolfshain hatte im Jahr 1864 27 Häuser, in denen 181 Menschen wohnten. Der Ort wurde am 1. Januar 1970 nach Ebersgrün eingemeindet und am 1. Januar 1992 nach Pöllwitz umgegliedert. Dieses wurde wiederum 1999 in die Gemeinde Vogtländisches Oberland eingegliedert. Mit Auflösung dieser am 31. Dezember 2012 kam der Ort zur Stadt Zeulenroda-Triebes und ist seitdem Bestandteil des neugegründeten Ortsteils Arnsgrün-Bernsgrün-Pöllwitz. 70 Einwohner leben im Ortsteil.

## Sehenswürdigkeiten

### Wallanlage nördlich von Wolfshain sowie Wallwiesen östlich am Ort
Etwa mittig an der Straße von Wolfshain nach Pöllwitz befindet sich eine Wallanlage, wohl ein Ringwall. Die Anlage ist auf Wanderkarten knapp westlich dieser Straße verzeichnet. Westlich der Anlage verläuft ein unbenannter Bach (mit mehreren Teichen) nach Pöllwitz. Nördlich mündet auch der Sandfichtenweg auf diese Hauptstraße. Südlich der Anlage zweigt nach Osten ein Weg zum Mortelteich (am Mortelbach) von der Hauptstraße ab.
Diese Wallanlage nördlich von Wolfshain ist nicht zu verwechseln mit den Wallwiesen knapp östlich von Wolfshain.
Die Wallwiesen werden Georg Kresse zugeschrieben.
Die Wallanlage nördlich von Wolfshain ist wohl identisch mit der „Schwedenschanze“ bei Dobia.